# Ricardo Montero Duque
Ricardo Miguel Montero Duque (nascido em 4 de julho de 1925) é um exilado cubano que foi comandante militar de batalhão nas forças invasoras da Brigada 2506 durante a invasão da Baía dos Porcos em Cuba em abril de 1961.

## Biografia
Montero Duque nasceu em Matanzas, Cuba. Em 1950, graduou-se na Academia Militar do Exército cubano com o posto de segundo-tenente, chegando a assumir o posto de major. Sua carreira militar remonta às batalhas contra as forças guerrilheiras de Fidel Castro. Em 1956, o Major Duque foi fundamental para liderar o exército cubano durante o regime de Fulgencio Batista contra Castro e suas forças rebeldes nas montanhas da Sierra Maestra na província de Oriente. Ao mencionar uma carta dirigida a Evelio Laferté, no livro La contraofensiva estratégica: De la Sierra Maestra a Santiago de Cuba, Fidel Castro referiu-se a Montero Duque como "capitão do Exército da tirania". Após a Revolução Cubana de 1º de janeiro de 1959, Duque foi procurado pelos tribunais revolucionários, acusado de ter cometido abusos dos direitos humanos contra a população civil durante seu serviço em Oriente. Fugiu de Cuba, auxiliado por Pepe San Román.
Durante a invasão da Baía dos Porcos em 1961, comandou o Batalhão de Infantaria nº 5 da Brigada 2506. Ele foi um dos 1.189 membros da Brigada 2506 capturados pelas forças do governo cubano. Duque foi condenado a 30 anos de prisão por assassinatos cometidos antes da posse de Fidel Castro. O governo cubano concordou em libertar todos menos nove deles um ano depois, quando os Estados Unidos resgataram os prisioneiros por US$ 53 milhões em alimentos e remédios. Oito homens permaneceram e, posteriormente, o governo cubano libertou mais seis. Um morreu e o penúltimo, Montero Duque (tendo passado 25 anos em uma prisão de Havana), foi finalmente libertado. O último preso, Ramon Conte Hernandez, permaneceu na prisão até 1986.
Em 8 de junho de 1986, Duque foi libertado da prisão em Cuba e se reuniu com sua família em Miami, Flórida e posteriormente em Union City, Nova Jersey. Foi diretor e editor dos jornais El Cuba Libre e La Semana. Ele foi eleito duas vezes para servir como Presidente da União dos Ex-Presos Políticos Cubanos.
Duque é corretor de imóveis desde 1987. Ele era casado com Esther, sua esposa de cinquenta anos, que morreu em 2007.